# Maersk Connector
Le Maersk Connector est un navire de service polyvalent pour les travaux offshore appartenant à Maersk Supply Service et exploité par la société norvégienne DeepOcean. Il est à la fois un navire câblier et un navire effectuant des travaux de construction ou des opérations d'inspection, d'entretien et de réparation (IMR).

## Caractéristiques
Le Maersk Connector est un navire câblier de nouvelle génération qui a été construit au chantier naval roumain Damen Group de Galati. Il est spécialement conçu pour transporter et installer de grands volumes de câbles d'alimentation HVAC et HVDC via son carrousel concentrique de 27,40 m de diamètre extérieur à double capacité 7 000 tonnes intégré. 
Son pont de travail de 2 310 m² peut recevoir jusqu'à 20 tonnes/m² pour une capacité maximale de fret de 8 500 tonnes. Il est équipé de trois grues de 50, 22 et 20 tonnes de charges sur le pont arrière.
Il est équipé, d'un véhicule sous-marin téléguidé (ROV) de type Supporter-12, capable d'effectuer des tâches à des profondeurs allant jusqu'à 3 000 mètres.
Le déplacement vers le chantier s'effectue à une vitesse maximale de 11.5 nœuds et la précision de l'installation est assurée par le système de positionnement dynamique. Il possède des cabines à bord pour 90 personnes. La livraison du personnel et des marchandises peut être effectuée à l'aide d'une hélisurface conçu pour recevoir des hélicoptères de type Sikorsky S-92.

## Galerie

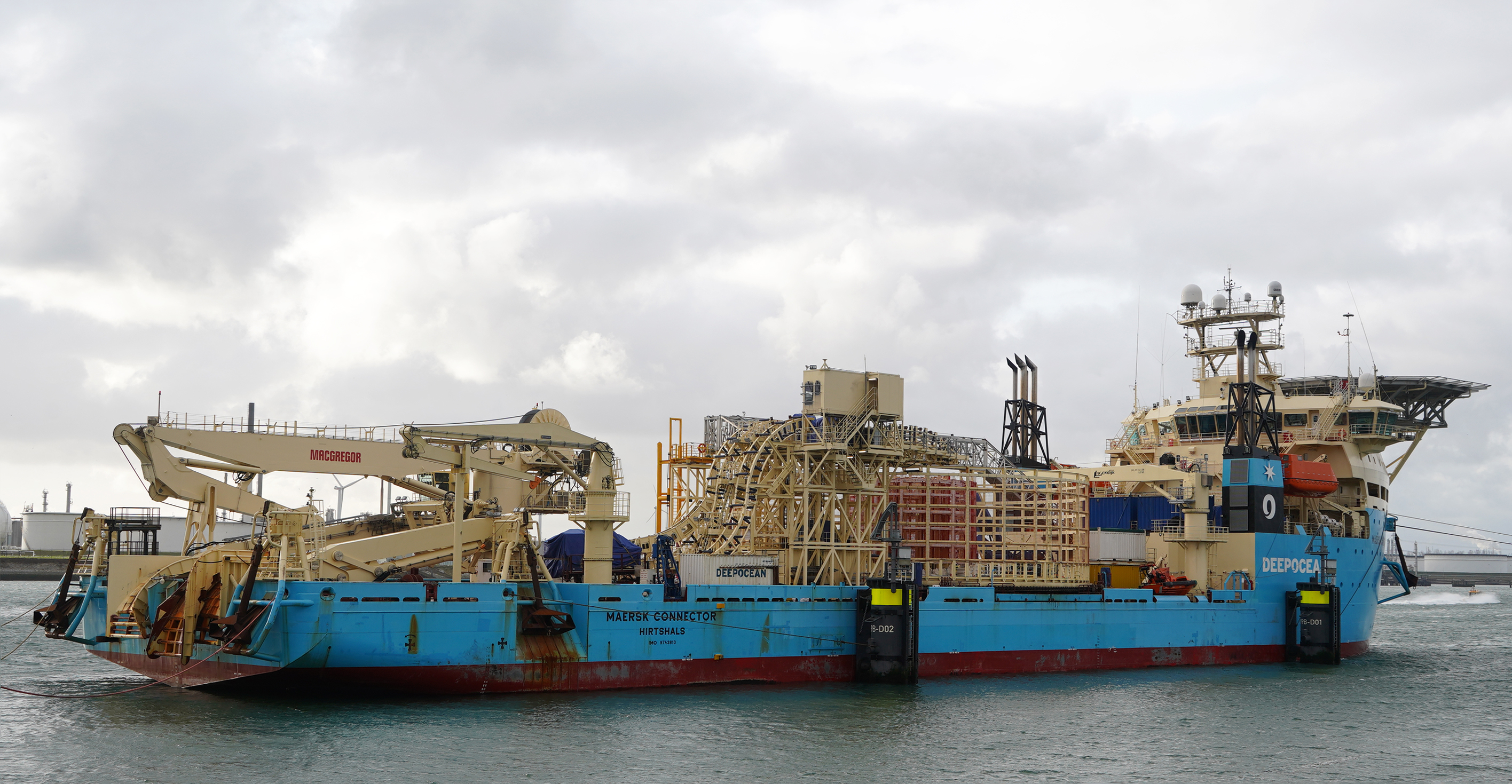
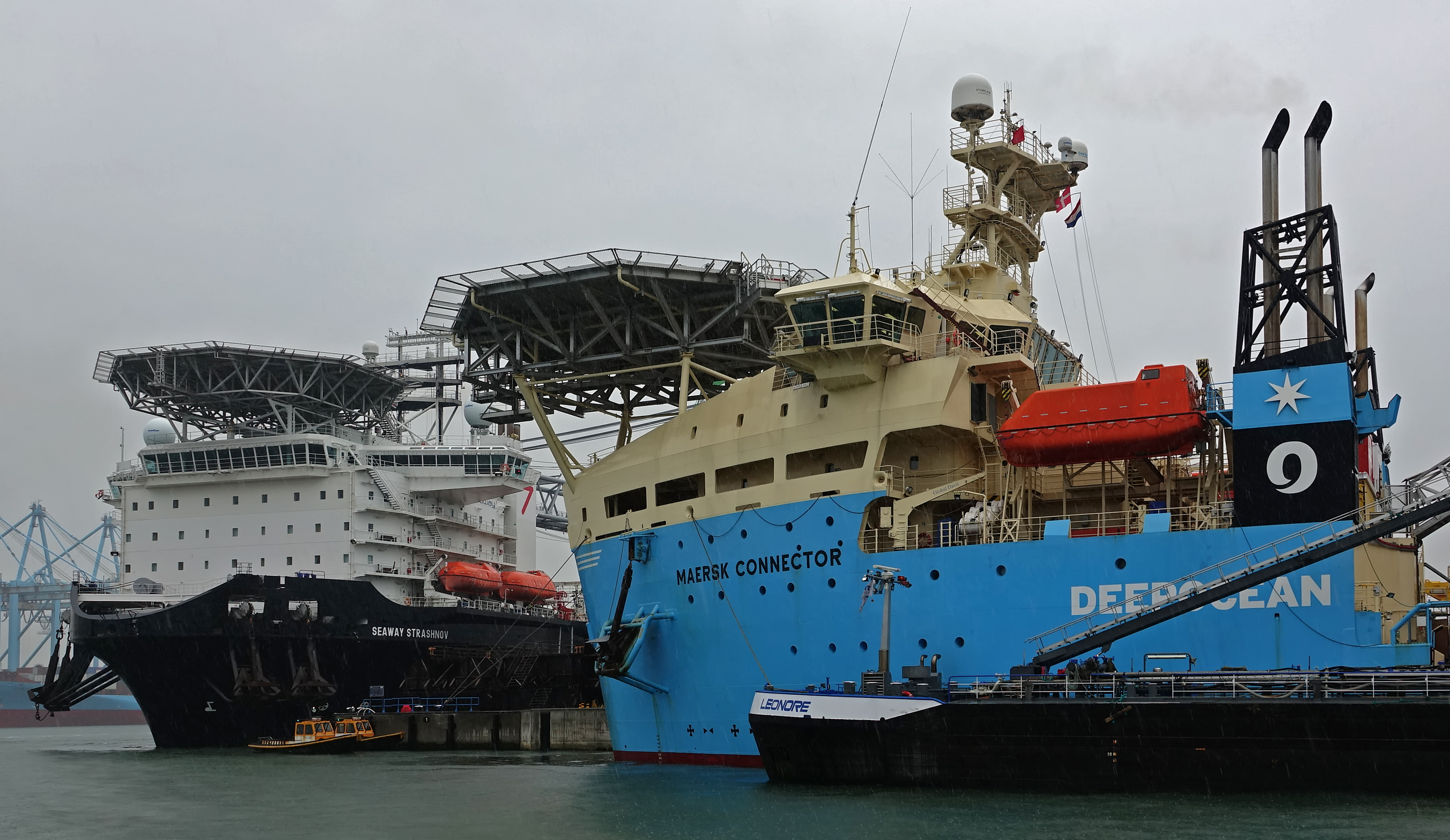

### Articles externes
- Maersk Connector - Site marinetraffic
- Maersk Connector - Site DeepOcean
- Flotte Maersk - Site Maersk Supply Service